# Hosťovce (powiat Zlaté Moravce)
Hosťovce – wieś (obec) na Słowacji, położona w kraju nitrzańskim, w powiecie Zlaté Moravce. Pierwsza pisemna wzmianka o miejscowości pochodzi z roku 1209.
W 2011 roku wieś zamieszkiwało 749 osób (z których 711 to Słowacy), a w 2024 – 719 osób.
We wsi znajduje się rzymskokatolicki kościół pw. Podwyższenia Krzyża Świętego z 1930 roku.